# Strahlkopf (Allgäuer Alpen)
Der Strahlkopf ist ein 2388 m hoher Grasgipfel aus Fleckenmergel in den Allgäuer Alpen.

## Lage und Umgebung
Der Nebengipfel der Ramstallspitze befindet sich in einem Seitenkamm des Hauptkamms der Allgäuer Alpen, der sich von der Hornbachspitze über den Großen Krottenkopf bis zur Jöchelspitze nach Süden ins Lechtal erstreckt. Hier liegt er zwischen der Ramstallspitze im Norden und der Rothornspitze im Süden.

## Besteigung
Aus dem Gumpensattel im Süden führt ein Weg mit verwaschenen Markierungen über gestuften Fels zum Gipfel. Von Norden ist der Berg aus dem Karjoch (2290 m) durch eine Rinne in alpiner Schwierigkeit UIAA I zu besteigen. Alternativ kann der Berg weglos über die teilweise steilen Grashänge auf der Westseite bestiegen werden.